# جبال سان غابرييل
تقع جبال سان غابرييل في شمال مقاطعة لوس أنجلس، كاليفورنيا وغرب مقاطعة سان بيرناردينو، كاليفورنيا ، الولايات المتحدة  تشكل سلسلة الجبال هذه حاجزاً بين منطقة لوس أنجلوس الكبرى و صحراء موهافي. سلسلة الجبال هذه تقع في ويحيط بها غابة أنجلس الوطنية مع صدع سان أندرياس الذي يمثل الحدود الشمالية للسلسلة.
أعلى قمة في هذ السلسلة الجبلية هي قمة سان أنطونيو والتي تسمى أحياناً بماونت بالدي. جبل ويلسون آخر ذروة الشهيرة، الشهير للمرصد جبل ويلسون والمزرعة الهوائي الذي يضم العديد من البروتينات المنظمة لوسائل الاعلام المحلية. قد يكون زار المرصد من قبل الجمهور.

## بيئياً
يمكن العثور على أنواع عديدة من النباتات والحيوانات في جبال سان غابرييل، وخاصة بسبب اختلاف المناخ المحلي واختلاف الارتفاع. تتواجد في سلسلة الجبال هذه كلاً من المناطق المليئة بالأشجار الصنوبرية وكذلك الأشجار ذات الأوراق العريضة، يتضمن ذلك وجود بعض الأنواع المستوطنة في هذه الجبال على سبيل المثال وجود نوع من أنواع البلوط الجلدي(بالإنجليزية:  Leather Oak)‏ تتواجد فقط في جبال سان غابرييل.

## وصلات خارجية
- Outdoor LA Hiking Trails - تجارب التسلق.
- معلومات جغرافية وجيولوجية عن جبال سان غابرييل